# Saint-Vincent-et-les-Grenadines aux Jeux olympiques
Saint-Vincent-et-les-Grenadines participe aux Jeux olympiques depuis 1988 et a envoyé des athlètes à chaque Jeux d'été depuis cette date. Le pays n'a  jamais participé aux Jeux d'hiver. 
Le Comité national olympique de Saint-Vincent-et-les-Grenadines a été créé en 1982 et a été reconnu par le Comité international olympique (CIO) en 1987.
Malgré pas moins de 7 participation aux jeux olympiques, jamais un athlète venant de Saint-Vincent-et-les-Grenadines n'est monté sur un podium olympique.